# Гиберо, Райан
Райан-Эли Уаттара Гиберо (фр. Rayan-Elie Ouattara Guibero; род. 8 мая 2004, Сегела) — ивуарийский футболист, вингер клуба «Тренчин».

## Карьера

### «Сморгонь»
Начинал карьеру футболист в ивуарийской академии «Кристалл». В 2023 году футболист присоединился к молдавскому клубу «Саксан», за который успел отличиться 11 забитыми голами во всех турнирах, откуда затем в феврале 2024 года перешёл в азербайджанский «Карадаг», где в 9 матчах отличился 3 забитыми голами. В августе 2024 года футболист на правах свободного агента присоединился к белорусскому клубу «Сморгонь». Дебютировал за клуб футболист 10 августа 2024 года в матче против брестского «Динамо», выйдя на поле в стартовом составе. Дебютным забитым голом за клуб футболист отличился 10 октября 2024 года в матче против солигорского «Шахтёра». На протяжении сезона футболист выступал за клуб в роли одного из ключевых игроков клуба, завершив чемпионат на итоговом двенадцатом месте, отличившись своим единственным забитым голом. В декабре 2024 года футболист покинул клуб.

### БАТЭ
В декабре 2024 года футболист на правах свободного агента присоединился к борисовскому БАТЭ. Дебютировал за клуб футболист 28 марта 2025 года в матче против «Ислочи», выйдя на замену на 64 минуте. Дебютным забитым голом за клуб футболист отличился 25 апреля 2025 года в матче против клуба «Слуцк-2024». В конце мая был переведен в дублирующий состав БАТЭ, однако отказался посещать тренировки, ссылаясь на травму. Также агент футболиста имел жалобы к борисовскому клубу, так как его футболисты не могут закрепиться в стартовом составе и получают мало игровой практики, также сказав, что в скором времени те могут покинуть белорусскую команду. В начале июня 2025 года футболист покинул борисовский клуб, расторгнув контракт по соглашению сторон. Всего за проведённую часть чемпионата футболист успел отличиться 2 забитыми голами за борисовский БАТЭ.

### «Тренчин»
В июле 2025 года футболист на правах свободного агнета присоединился к словацкому клубу «Тренчин».